# ローズ・マダー
『ローズ・マダー』（原題: Rose Madder）は、1995年に刊行されたスティーヴン・キングの長編小説である。

## あらすじ
長年夫の暴力が繰り返された家から逐電したローズはある日、神殿の廃墟を見下ろすローズ・マダー（赤紫色）の衣服を着た女性の絵画を購入する。それを発端にローズの周りで怪異が発生する。妻に逃げられたノーマンは天性の勘で妻の行動を読み取り、腕ずくで連れ戻そうと捜索する。

## 登場人物
- ローズ・ダニエル - 専業主婦、ノーマンの妻
- ノーマン・ダニエル - 警官、ローズの夫

## 単行本
英語版
- ISBN 0-451-18636-2
- ISBN 0-613-09625-8
- ISBN 0-670-85869-2